# 丹地城堡
丹地城堡（英語：Dundee Castle）是一座位於蘇格蘭鄧迪的城堡，於1313年被摧毀。
丹地在13世紀由獅子威廉統治下成為皇家自治鎮，城堡在1296年落入英格蘭人手中。1297年斯特靈橋之役前，威廉·華萊士領軍擊退城堡內的英軍。城堡在1300、1303和1310年三度陷落英格蘭人手中。英王爱德华一世在1300和1303年曾視察城堡並進行維修。蘇格蘭國王羅伯特一世兄弟爱德华·布鲁斯在1313年搶回城堡。城堡地點現為聖保羅座堂。